# Madison (Nowy Jork)
Madison – miasto w Stanach Zjednoczonych, w stanie Nowy Jork, w hrabstwie Madison.